# Chamouille
Chamouille est une commune française située dans le département de l'Aisne, en région culturelle et historique de Picardie, administrative Hauts-de-France. Elle est connue pour abriter le Center Parcs domaine de l'Ailette, l'un des six en France.

## Géographie

### Localisation
Chamouille est située dans la région Hauts-de-France, au centre du département de l'Aisne. La commune appartient au canton de Laon-2 et à la communauté de communes du Laonnois.
La commune se trouve à 10,9 km au sud-est de la ville préfecture, Laon, et à 117,7 km au nord-est de la capitale, Paris.
| Monthenault     | Bruyères-et-Montbérault | Martigny-Courpierre  |
| Pancy-Courtecon | Chamouille              | Neuville-sur-Ailette |
| Pancy-Courtecon | Cerny-en-Laonnois       | Neuville-sur-Ailette |

### Voies de communications et transports

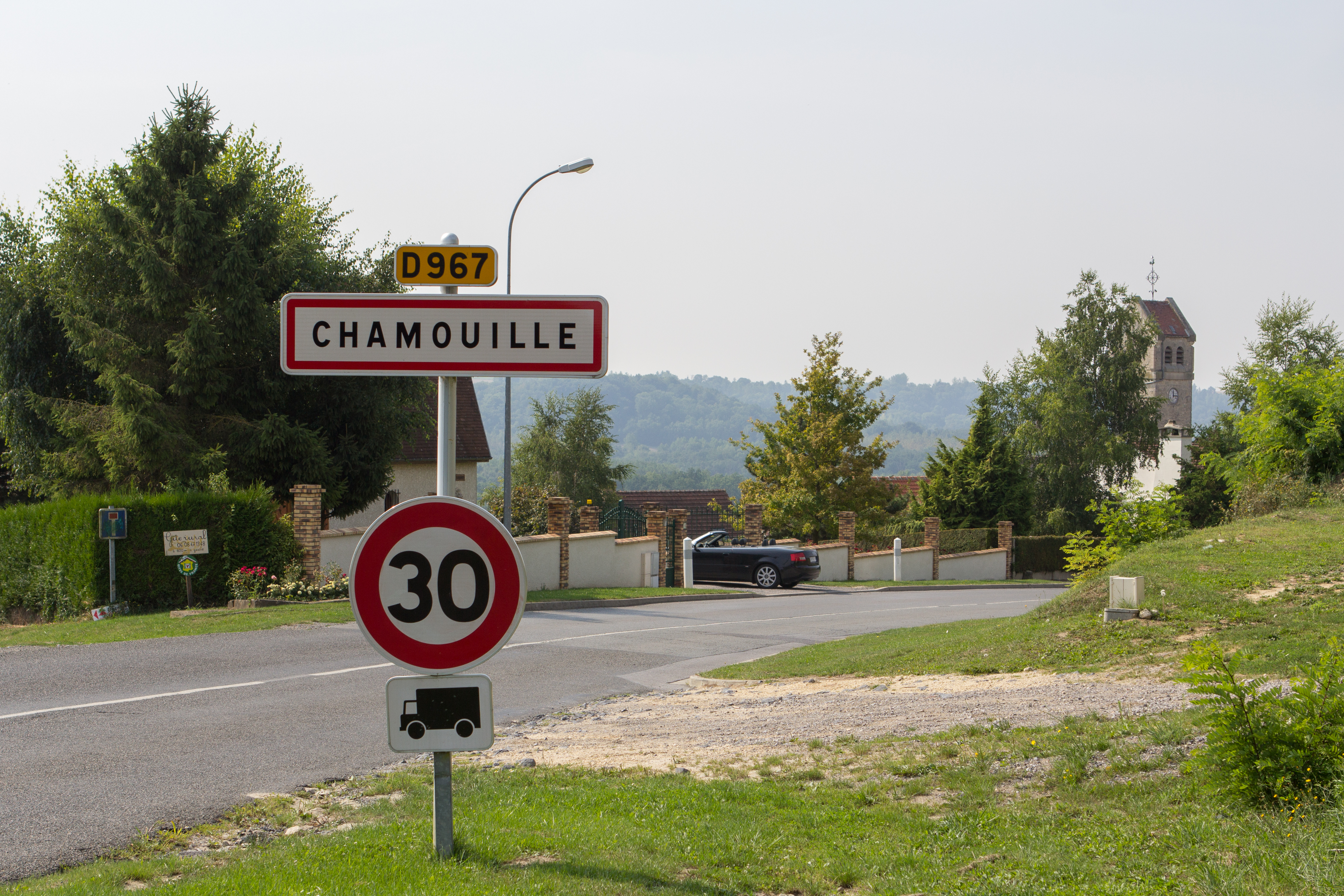
Entrée Nord de Chamouille.

### Hydrographie
La commune est située dans le bassin Seine-Normandie. Elle est drainée par l'Ailette, le ruisseau Bievre et le cours d'eau 01 de la commune de Cerny-en-Laonnois,,.
L'Ailette, d'une longueur de 59 km, prend sa source dans la commune de Sainte-Croix et se jette  dans l'Oise (rive gauche) à Quierzy, après avoir traversé 36 communes. Les caractéristiques hydrologiques de l'Ailette sont données par la station hydrologique située sur la commune de Colligis-Crandelain. Le débit moyen mensuel est de 0,459 m3/s. Le débit moyen journalier maximum est de 3,44 m3/s, atteint lors de la crue du 24 décembre 1993. Le débit instantané maximal est quant à lui de 4,42 m3/s, atteint le 12 janvier 1993.

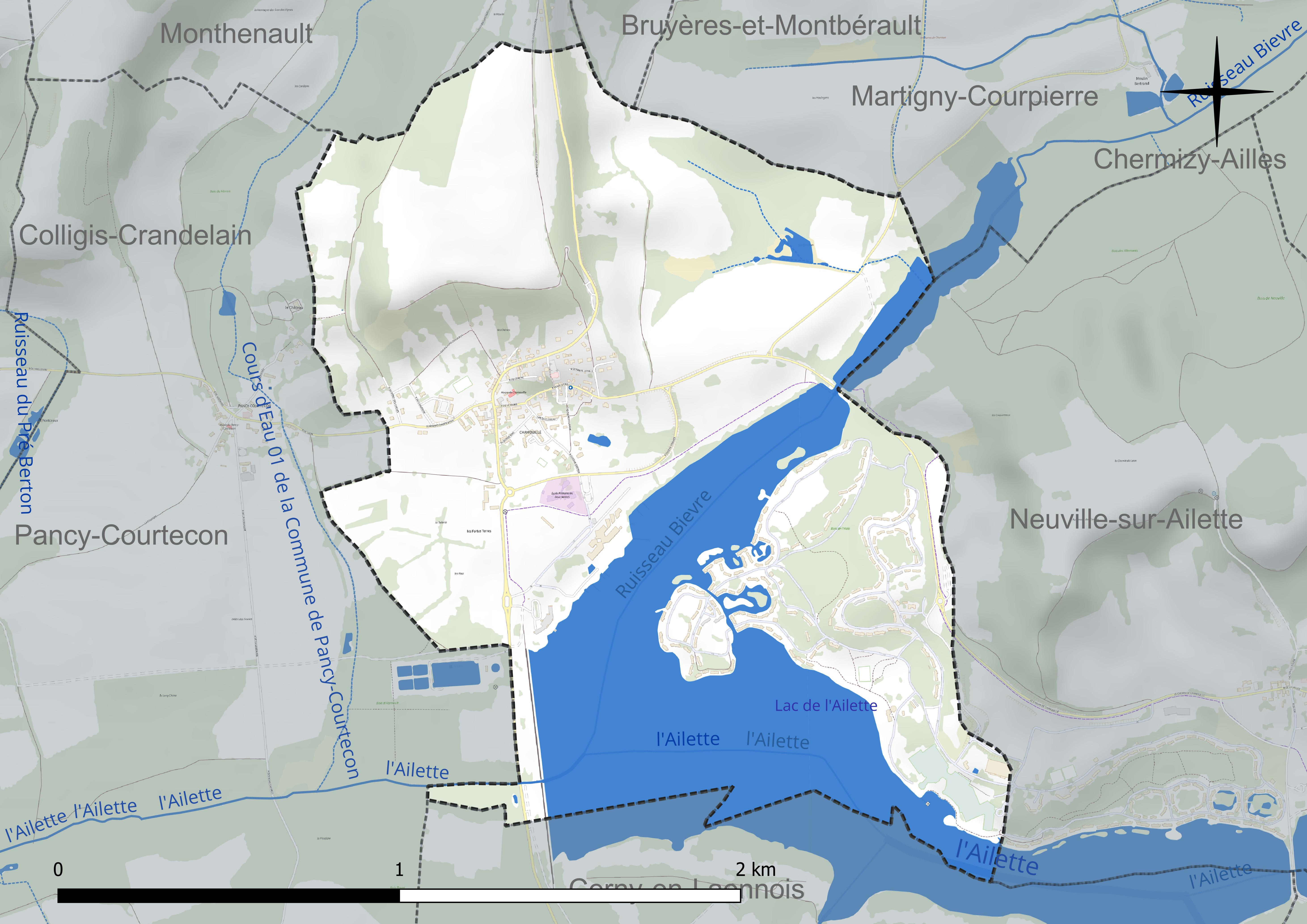
Réseau hydrographique de Chamouille.

Un plan d'eau complète le réseau hydrographique : le lac de l'Ailette, d'une superficie totale de 153,8 ha (73,3 ha sur la commune),.

### Climat
Pour des articles plus généraux, voir Climat des Hauts-de-France et Climat de l'Aisne.
En 2010, le climat de la commune est de type climat océanique dégradé des plaines du Centre et du Nord, selon une étude du CNRS s'appuyant sur une série de données couvrant la période 1971-2000. En 2020, Météo-France publie une typologie des climats de la France métropolitaine dans laquelle la commune est exposée à un climat océanique altéré et est dans la région climatique Nord-est du bassin Parisien, caractérisée par un ensoleillement médiocre, une pluviométrie moyenne régulièrement répartie au cours de l'année et un hiver froid (3 °C).
Pour la période 1971-2000, la température annuelle moyenne est de 10,3 °C, avec une amplitude thermique annuelle de 14,9 °C. Le cumul annuel moyen de précipitations est de 726 mm, avec 11,8 jours de précipitations en janvier et 8,9 jours en juillet. Pour la période 1991-2020, la température moyenne annuelle observée sur la station météorologique la plus proche, située sur la commune de Martigny-Courpierre à 2 km à vol d'oiseau, est de 10,7 °C et le cumul annuel moyen de précipitations est de 734,4 mm,. Pour l'avenir, les paramètres climatiques de la commune estimés pour 2050 selon différents scénarios d'émission de gaz à effet de serre sont consultables sur un site dédié publié par Météo-France en novembre 2022.

## Urbanisme

### Typologie
Au 1er janvier 2024, Chamouille est catégorisée commune rurale à habitat dispersé, selon la nouvelle grille communale de densité à sept niveaux définie par l'Insee en 2022. Elle est située hors unité urbaine. Par ailleurs la commune fait partie de l'aire d'attraction de Laon, dont elle est une commune de la couronne,. Cette aire, qui regroupe 106 communes, est catégorisée dans les aires de 50 000 à moins de 200 000 habitants,.

### Occupation des sols
L'occupation des sols de la commune, telle qu'elle ressort de la base de données européenne d'occupation biophysique des sols Corine Land Cover (CLC), est marquée par l'importance des territoires agricoles (41,3 % en 2018), en diminution par rapport à 1990 (44,2 %). La répartition détaillée en 2018 est la suivante : 
eaux continentales (24,6 %), terres arables (22,3 %), zones agricoles hétérogènes (19 %), forêts (12 %), espaces verts artificialisés, non agricoles (11,4 %), zones urbanisées (10,7 %).
L'évolution de l'occupation des sols de la commune et de ses infrastructures peut être observée sur les différentes représentations cartographiques du territoire : la carte de Cassini (XVIIIe siècle), la carte d'état-major (1820-1866) et les cartes ou photos aériennes de l'IGN pour la période actuelle (1950 à aujourd'hui).

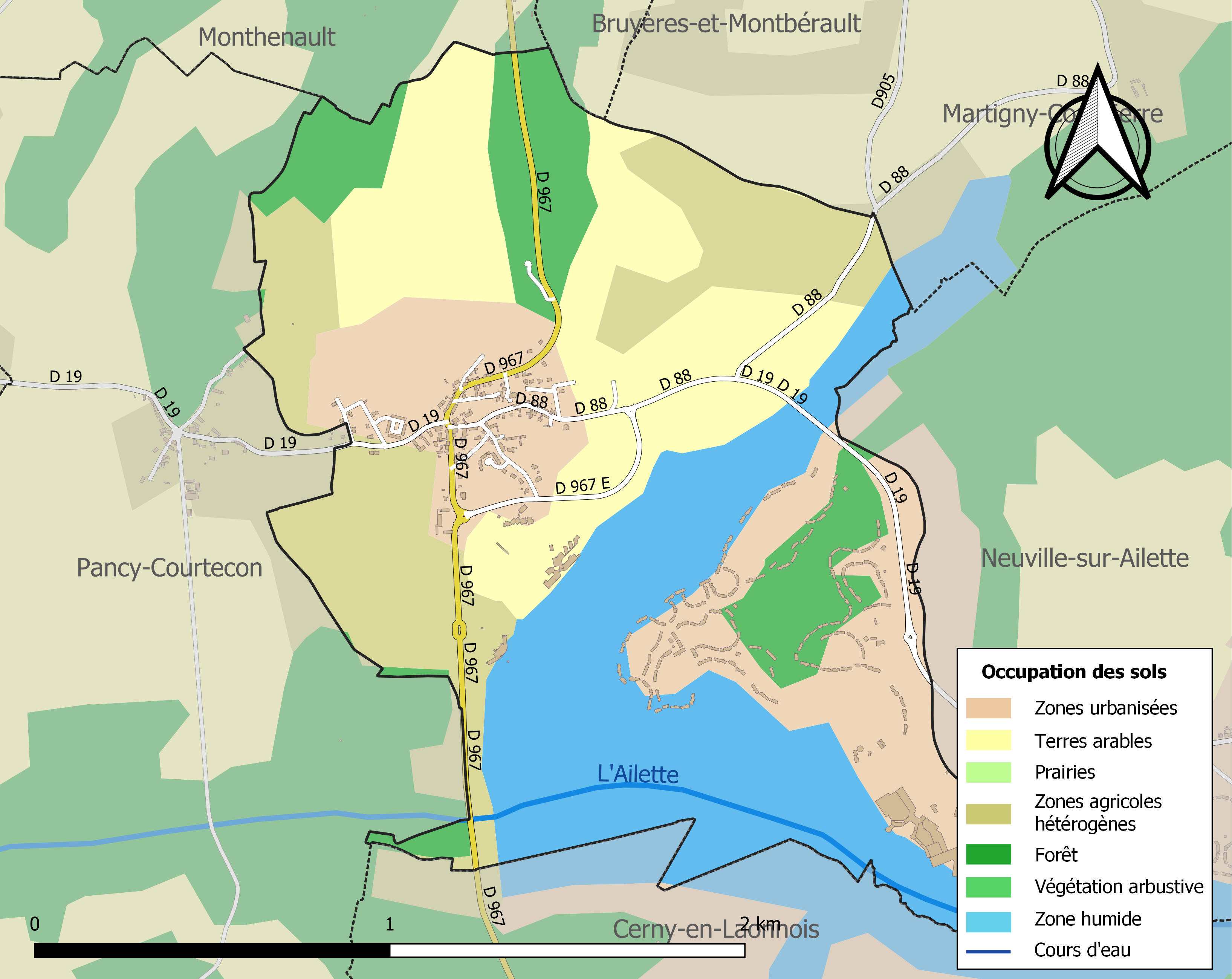
Carte des infrastructures et de l'occupation des sols de la commune en 2018 (CLC).
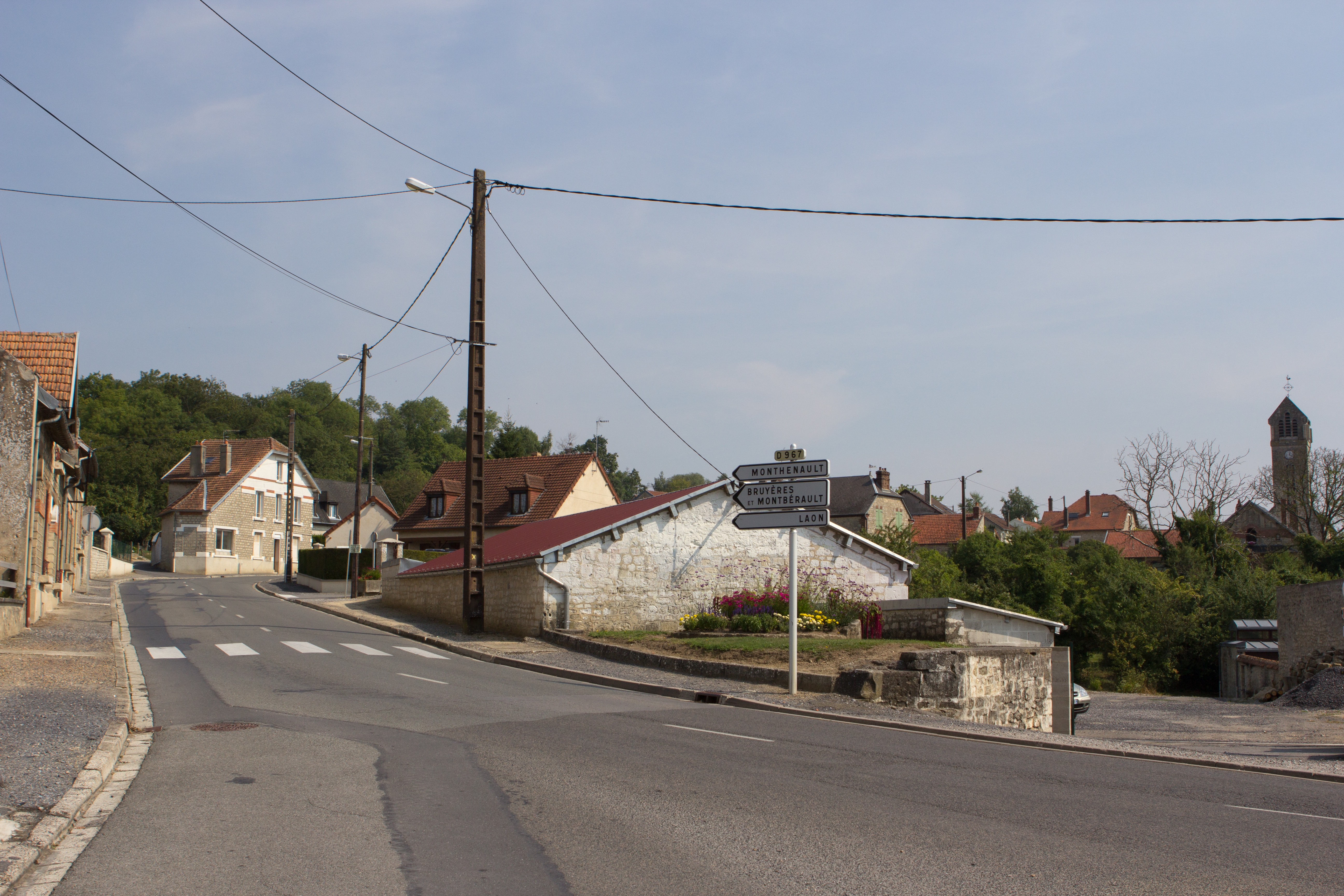
Le centre-ville de Chamouille.

## Toponymie
Le nom de la localité est attesté sous les formes Camolia (1151) ; Chamoyle (1156) ; Camulgia (1159) ; Chamulgia (1166) ; Chamulia (1183) ; Camoilla (1185) ; Chamolia (1220) ; curtis de Chamoille (1226) ; Communitas ville de Chamuelle (1260) ; Chamoullia (1271) ; Chamoulle (1340) ; Chamouillia (1340) ; Chamouilla (1361) ; Chamouille-en-Laonnois (1372) ; Chamouilles (1555).
 
Du nom d'homme Gaulois Camulius avec le suffixe acum.

## Histoire
Le village a été construit sur l'ancienne voie d'origine gauloise dite le chemin de Barbarie lequel venait de Metz passait à Verdun, Reims, Fismes et rejoignait Laon.
Au XIIe siècle, les seigneurs de Chamouille portent le titre de vicomte épiscopal et de maréchal héréditaire du Laonnois.
En 1140, Valbert cède ses droits seigneuriaux à l'abbaye Saint-Vincent de Laon et, en 1184, le roi de France, Philippe Auguste, accorde aux habitants de Chamouille le droit d'entrer dans la fédération communale de Cerny.
Au XVIe siècle, le village est la propriété de la famille de Chambly, dont un certain Jacques de Chambly fut gouverneur de l'Acadie de 1673 à 1677.

Le village passe ensuite à la famille de Lespinay qui en est propriétaire jusqu'à la Révolution.

## Politique et administration

### Découpage territorial
La commune de Chamouille est membre de la communauté d'agglomération du Pays de Laon, un établissement public de coopération intercommunale (EPCI) à fiscalité propre créé le 1er janvier 2014 dont le siège est à Aulnois-sous-Laon. Ce dernier est par ailleurs membre d'autres groupements intercommunaux.
Sur le plan administratif, elle est rattachée à l'arrondissement de Laon, au département de l'Aisne et à la région Hauts-de-France. Sur le plan électoral, elle dépend du  canton de Laon-2 pour l'élection des conseillers départementaux, depuis le redécoupage cantonal de 2014 entré en vigueur en 2015, et de la première circonscription de l'Aisne  pour les élections législatives, depuis le dernier découpage électoral de 2010.

## Population et société

### Démographie
L'évolution du nombre d'habitants est connue à travers les recensements de la population effectués dans la commune depuis 1793. Pour les communes de moins de 10 000 habitants, une enquête de recensement portant sur toute la population est réalisée tous les cinq ans, les populations de référence des années intermédiaires étant quant à elles estimées par interpolation ou extrapolation. Pour la commune, le premier recensement exhaustif entrant dans le cadre du nouveau dispositif a été réalisé en 2004.

En 2022, la commune comptait 270 habitants, en évolution de −6,57 % par rapport à 2016 (Aisne : −1,97 %, France hors Mayotte : +2,11 %).
| 1793 | 1800 | 1806 | 1821 | 1831 | 1836 | 1841 | 1846 | 1851 |
| ---- | ---- | ---- | ---- | ---- | ---- | ---- | ---- | ---- |
| 180  | 203  | 203  | 217  | 218  | 214  | 225  | 221  | 224  |

| 1856 | 1861 | 1866 | 1872 | 1876 | 1881 | 1886 | 1891 | 1896 |
| ---- | ---- | ---- | ---- | ---- | ---- | ---- | ---- | ---- |
| 210  | 207  | 215  | 201  | 192  | 197  | 193  | 207  | 214  |

| 1901 | 1906 | 1911 | 1921 | 1926 | 1931 | 1936 | 1946 | 1954 |
| ---- | ---- | ---- | ---- | ---- | ---- | ---- | ---- | ---- |
| 208  | 183  | 179  | 164  | 163  | 151  | 150  | 119  | 127  |

| 1962 | 1968 | 1975 | 1982 | 1990 | 1999 | 2004 | 2006 | 2009 |
| ---- | ---- | ---- | ---- | ---- | ---- | ---- | ---- | ---- |
| 144  | 128  | 142  | 153  | 147  | 204  | 243  | 234  | 256  |

| 2014 | 2019 | 2022 | - | - | - | - | - | - |
| ---- | ---- | ---- | - | - | - | - | - | - |
| 288  | 273  | 270  | - | - | - | - | - | - |

## Économie

### Center Parc

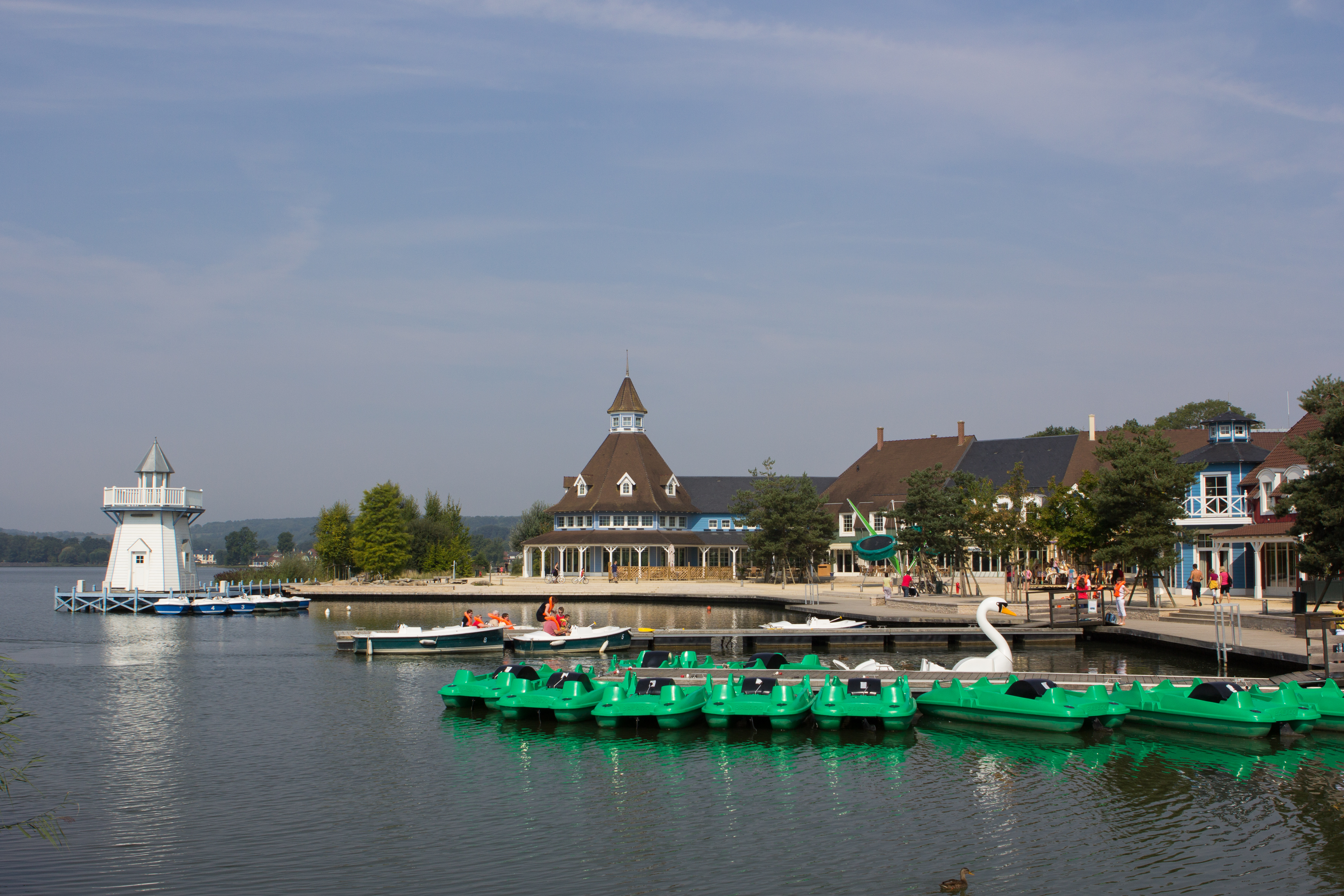
Le domaine du lac de l'Ailette.

Le « Domaine du Lac d'Ailette », situé à cheval sur le territoire des communes de Chamouille et de Neuville-sur-Ailette, est le troisième Center Parc français. Il a été ouvert au cours de l'automne 2007. Ce domaine touristique, d'une superficie de 84 hectares, est implanté dans un domaine forestier en bordure d'un lac de retenue de 140 hectares, construit sur l'Ailette, offrant 3,5 km de rives. Le domaine dispose d'un petit port de plaisance, de plages artificielle et d'une zone de sports et de loisirs couverte d'une surface 7 500 m2 offrant une trentaine d'activités différentes. La rive opposée du lac accueille le golf international de l'Ailette de 9 et 18 trous. Le lac est destiné à devenir une base d'entraînement pour pratiquants d'aviron de haut niveau.

## Culture locale et patrimoine

### Patrimoine environnemental
- Le lac de l'Ailette.

### Lieux et monuments
- L'église Saint-Martin.

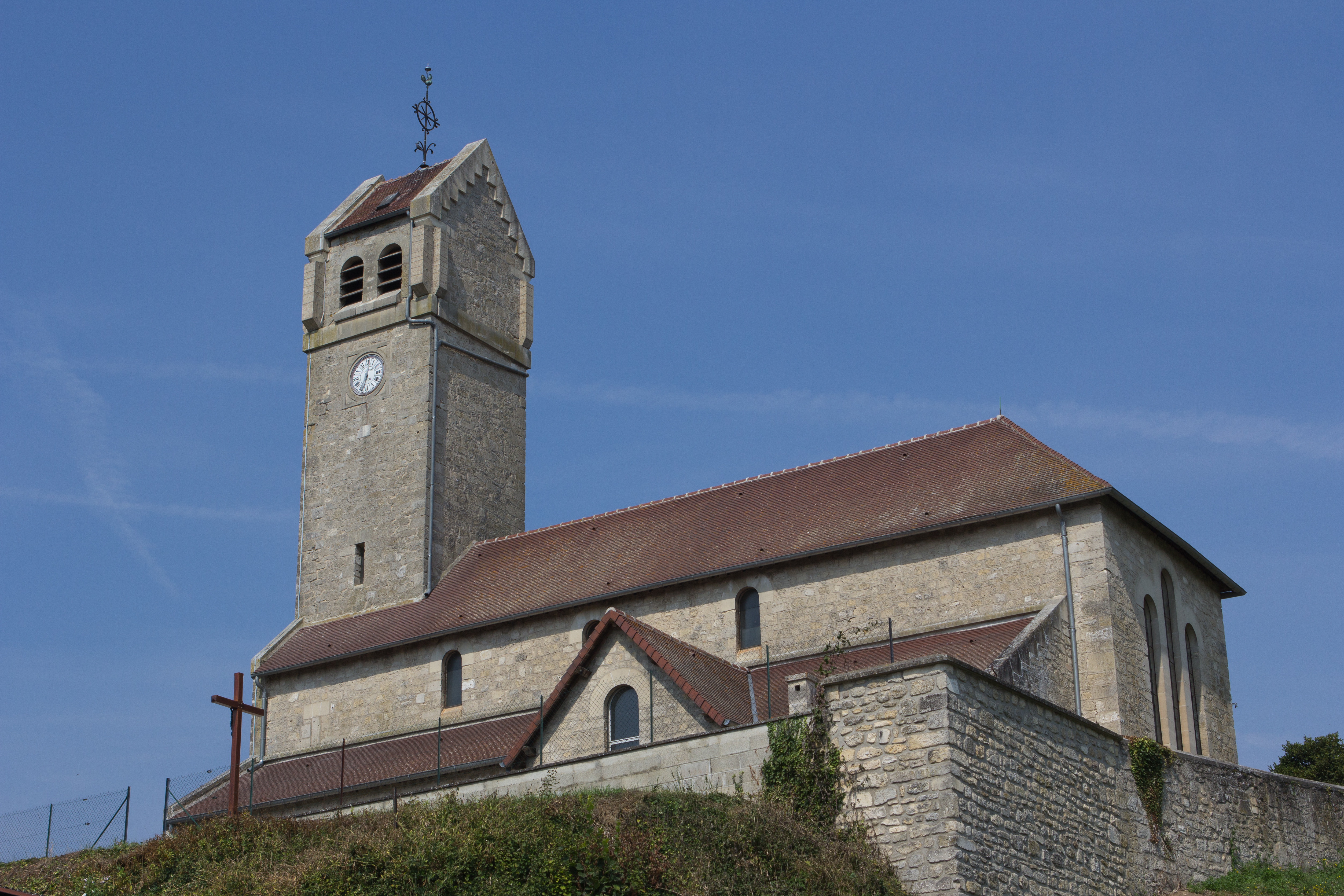
L'église Saint-Martin

- Le « domaine du Lac d'Ailette », troisième Center Parcs français.

## Pour approfondir